# Raymond Dumais
Raymond Dumais (ur. 4 czerwca 1950 w Amqui, zm. 19 października 2012 w Rimouski) – kanadyjski duchowny katolicki, ordynariusz diecezji Gaspé w latach 1993–2001
W 2001 roku wystąpił ze stanu kapłańskiego. Od roku 2002 do śmierci pracował jako biblista w Instytucie Duszpasterskim archidiecezji Rimouski.